# Francis Henney Smith
Pour les articles homonymes, voir Smith.
Francis Henney Smith (18 octobre 1812 - 21 mars 1890) est un officier américain, mathématicien et pédagogue. Après avoir été diplômé de West Point et un bref service dans l'armée des États-Unis, il devient le premier directeur de l'institut militaire de Virginie lors de sa création en 1839, et occupe ce poste jusqu'à peu de temps avant sa mort. Son temps en tant que surintendant comprend les quatre années de la guerre de Sécession, au cours de laquelle il sert comme major général de la milice de Virginie et est colonel dans l'armée des États confédérés.

## Avant la guerre

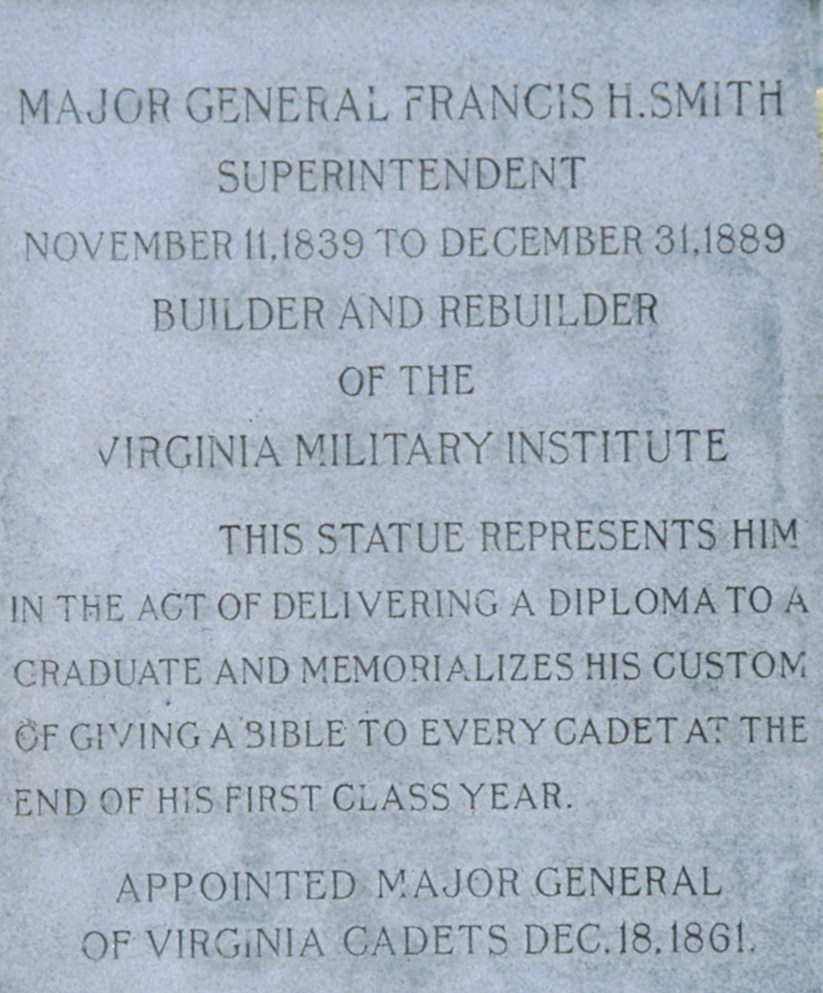
Inscription sur le monument

Smith naît à Norfolk, en Virginie. Il épouse Sarah Henderson le 9 juin 1835 à West Point, New York. Ils ont sept enfants.
Smith est diplômé de l'académie militaire de West Point en 1833, et sert comme second lieutenant dans l'armée des États-Unis jusqu'à ce qu'il démissionne le 1er mai 1836. Par la suite, il est professeur de mathématiques au Hampden–Sydney College de 1836 à 1839. Lorsque l'institut militaire de Virginie est créé en Lexington, le membre du conseil d'administration John Thomas Lewis Preston parvient à recruter Smith pour être le premier surintendant de l'école. Au moment où les classes commencent le 11 novembre 1839, Preston a été nommé à la faculté et il travaille avec Smith au VMI jusqu'à sa retraite en 1882.
Peu de temps avant la guerre de Sécession, il est nommé colonel de la milice de Virginie.
Smith a été l'auteur de An Elementary Treatise on Algebra (1858) et coauteur de The American Statistical Arithmetic, Designed for Academies and Schools (1845), de Best Methods of Conducting Common Schools (1849) et le College Reform (1850) et traducteur de An Elementary Treatise on Analytical Geometry (1860). Smith est également connu comme le fondateur spirituel de la fraternité internationale Sigma Nu.

## Guerre de Sécession
Lors du déclenchement de la guerre de Sécession, Smith est nommé brigadier général breveté dans la milice de Virginie, le 24 avril 1861, puis colonel du 9th Virginia Infantry le 7 juillet 1861. Il est souvent absent et retourne au VMI quand elle rouvre à la fin de 1861. Il n'est pas confirmé, comme colonel du 9th Virginia Infantry lors de la réorganisation du 8 mai 1862 et puis est colonel du bataillon d'infanterie du VMI entre le 30 avril 1862 et le 18 mai 1862, le 11 mai 1864 et le 27 juin 1864 et mars 1865 et en avril 1865. À une date non précisée dans les références, coïncidant éventuellement avec sa nomination comme « major général des cadets », il est nommé major général de la milice de Virginie. Il est nommé major-général des cadets le 18 décembre 1861 selon l'inscription au-dessous de sa statue. Peu importe si la date de cette nomination coïncide avec la date de sa nomination en tant que major général de la milice de Virginie, ses nominations dans l'armée confédérée sont seulement pour des postes avec le grade de colonel.
Le major général John C. Breckinridge commande les forces confédérées dans le département du sud-ouest de la Virginie pendant un moment critique de la campagne de la vallée de la Shenandoah de 1864. Bien qu'il ne veuille pas utiliser les cadets du VMI lors de la bataille, Breckinridge demande à Smith de les envoyer pour renforcer son armée en infériorité numérique lorsque les forces de l'Union commencent à se déplacer dans la vallée. Le 12 mai 1864, Smith envoie la presque totalité du corps de cadets du VMI, ne laissant derrière eux que 27 élèves-officiers de la garde de l'Institut, pour aider à contenir l'avancée de l'armée de l'Union sous le commandement du major général Franz Sigel venant de l'extrémité nord de la vallée. Smith, qui est malade, reste également derrière. Les cadets sont dirigés par le commandant des cadets et professeur au VMI de 24 ans Scott Ship. Le 15 mai 1864, les cadets du VMI acquièrent la distinction et la gloire à la bataille de la New Market d'être le seul corps de cadets de l'histoire des États-Unis à se battre comme une unité dans une bataille. Dix cadets sont tués et quarante-sept sont blessés au cours de leur vaillante défense du centre de la ligne confédérée à un moment critique de la bataille. Les forces de l'Union sont vaincues et Sigel se retire vers Mount Jackson , puis à son quartier général à Cedar Creek, en Virginie.
Le 11 juin 1864, le major général David Hunter, qui a remplacé Sigel, après  New Market, ordonne une attaque de représailles, ses troupes incendiant et bombardant le campus du VMI, entraînant le déplacement des classes à Richmond, où ils restent jusqu'à la chute de la ville en avril 1865. Les classes retournent au campus de Lexington, en octobre, après la fin de la guerre.

## Après la guerre
Smith supervise la reconstruction du VMI après sa destruction et reste en tant que surintendant jusqu'au 31 décembre 1889. Il meurt à Lexington le 21 mars 1890, à l'âge de 77 ans, et est enterré dans cimetière mémorial de Stonewall Jackson. Sa correspondance est conservée par le VMI.